# SESAME
SESAME (Synchrotron-Light for Experimental Science and Applications in the Middle East) — научно-исследовательский центр, первый источник синхротронного излучения на Ближнем Востоке. Построен вблизи Аммана, Иордания, в 2017 году, и управляется совместными усилиями Египта, Ирана, Израиля, Иордании, Кипра, Пакистана, Палестины и Турции, при поддержке ЮНЕСКО и международного европейского научного центра ЦЕРН.

## История
В начале 1980-х нобелевский лауреат, пакистанский и британский физик-теоретик Абдус Салам предлагал создать научно-исследовательский центр в Бахрейне, включающий источник синхротронного излучения, однако предложение не нашло поддержки. В 1995 году, по предложению Серджио Фубини (Туринский университет) и Элиэзера Рабиновичи (Еврейский университет в Иерусалиме), встретившихся в ЦЕРНе, был учреждён комитет MESC (Middle Eastern Scientific Collaboration) для образования арабо-израильской коллаборации. В 1997 году физики-ускорительщики Херман Виник (Национальная лаборатория SLAC, США) и Густав-Адольф Фосс (Научный центр DESY, Германия) участвовали в заседании комитета советников синхротрона BESSY, где обсуждался демонтаж старого кольца BESSY-I и инжектора для модернизации комплекса. Они предложили использовать всю демонтируемую инжекционную цепь для создания центра cинхротронного излучения на Ближнем востоке, вспомнив старое предложение А. Салама. В 1999 году предложение легло на стол генерального директора ЮНЕСКО, Фредерико Майора, был создан временный международный совет под предводительством Хервига Шоппера. В 2002 году резолюцией ЮНЕСКО 31C/Resolution 19 был образован международный научный центр SESAME. Церемония закладки первого камня состоялась 6 января 2003 года в присутствии генерального секретаря ЮНЕСКО Коитиро Мацууры. До завершения строительства здания в 2008 году SESAME использовал офис ЮНЕСКО в Аммане. Официальное открытие состоялось 16 мая 2017 года, с участием короля Иордании Абдаллы II ибн Хусейна.

## Стоимость и финансирование
Стоимость разборки и упаковки оборудования BESSY в Германии составила 600 тыс. долларов, сумма была покрыта преимущественно средствами ЮНЕСКО, за что её генеральный директор подвергался критике. Работы производили специалисты из Новосибирского ИЯФ СО РАН и Ереванского физического института в 1999 году. Оборудование было перевезено морем в контейнерах.
Общие затраты на создание центра SESAME оцениваются в 80 млн. долларов. По 5 млн. внесли крупные участники консорциума, Израиль, Иордания и Турция; 11.3 млн внёс Европейский союз; на 3.5 млн. сделала пожертвование Италия, у который был статус лишь наблюдателя.

## Описание
Комплекс состоит из основного кольца и инжекционной цепи. Главное кольцо имеет энергию 2.5 ГэВ, периметр 133.2 м, составлено из 16 ячеек DBA, с 16-ю прямолинейными промежутками. Ячейка составлена из дипольных магнитов с совмещёнными функциями, пар фокусирующих и дефокусирующих квадруполей и пар секступольных линз, для компенсации хроматизма.

### Инжектор
Инжекционная цепь состоит из электронной пушки, 22.5 МэВ микротрона и бустерного синхротрона на энергию 800 МэВ, ранее служившего источником СИ BESSY-I в Берлине. Пучок электронов образуется в электронной пушке с термоэмиссионным катодом из гексаборида лантана (LaB6), вытягивается напряжением 63 кВ, и инжектируется в микротрон. В микротроне пучок ускоряется на каждом обороте ВЧ-резонатором с амплитудой 0.54 МВ, работающим на частоте 3 ГГц. Через 40 оборотов пучок с энергией 20 МэВ выпускается для инжекции в бустерный синхротрон. Бустер имеет периметр 38.4 м, эмиттанс 170 нм, работает с частотой повторений 1 Гц.

### Экспериментальные станции
- BM02 — IR, инфракрасная спектромикроскопия, работает с 4 ноября 2018 года
- BM08 — XAFS/XRF (X-ray Absorption Fine Structure/X-ray Fluorescence) рентгеновская спектроскопия, работает с 17 июля 2018
- ID09 — MS/XPD (Materials Science/X-ray Powder Diffraction), работает с 17 декабря 2020
- ID10 — BEATS (BEAmline for Tomography at SESAME)
- ID11L — HESEB (HElmholtz-SEsame Beamline)
- ID11R — TXPES (Turkish soft X-ray PhotoElectron Spectroscopy), сооружается турецким консорциумом под предводительством TENMAK (Turkish Energy, Nuclear and Mineral Research Agency)
- MX (Macromolecular Crystallography), проектируется
- SAXS/WAXS (Small Angle and Wide Angle X-ray Scattering) beamline, планируется

## Происшествия
В 2013 году в результате сильнейших за более чем 100 лет снегопадов обрушилась не рассчитанная на подобные нагрузки крыша главного офисного здания.